# Jon Clay
Jonathan Davis "Jon" Clay (ur. 26 czerwca 1963 w Leeds) – brytyjski kolarz torowy, brązowy medalista olimpijski oraz srebrny medalista torowych mistrzostw świata.

## Kariera
Pierwsze sukcesy w karierze Jon Clay osiągnął w 1986 roku, kiedy został wicemistrzem kraju w kolarstwie szosowym oraz zwyciężył w wyścigu Tour of the Peaks. Do 1998 roku startował głównie w wyścigach szosowych, jednak na rozgrywanych wtedy igrzyskach Wspólnoty Narodów w Kuala Lumpur wystąpił w drużynowym wyścigu na dochodzenie, zdobywając wraz z kolegami srebrny medal. W 2000 roku wystąpił na igrzyskach olimpijskich w Sydney, gdzie wspólnie z Bryanem Steelem, Paulem Manningiem, Bradleyem Wigginsem i Chrisem Newtonem wywalczył brązowy medal w tej samej konkurencji. Na australijskich igrzyskach Clay był ponadto trzynasty w wyścigu punktowym. W tym samym roku Jon wziął udział w torowych mistrzostwach świata w Manchesterze, gdzie wraz z Newtonem, Manningiem i Wigginsem zdobył srebrny medal w drużynowym wyścigu na dochodzenie.